# Качний Олександр Сталіноленович
Олекса́ндр Сталіноле́нович Качний (нар. 23 жовтня 1968, м. Ржищів, Київська область) — український політик. З 14 травня 2010 до 27 лютого 2014 — голова Київської обласної ради.
Народний депутат України 9-го скликання. Колишній член забороненої в Україні проросійської політичної партії соціального спрямування - ОПЗЖ. Член Комітету Верховної Ради з питань гуманітарної та інформаційної політики.

## Біографія
Має дві вищі освіти: філологічну та фінансову. Філологічну освіту отримав у Миколаївському державному педагогічному інституті, який закінчив у 1993 році, а також фінансову у Міжрегіональній академії управління персоналом, який закінчив у 2001 році.
Трудову діяльність розпочав у 1991 році інженером з комплектації на підприємстві «Миколаївелектротранс».
З 1995 року його трудова діяльність була пов'язана з рибним промислом, переробкою, транспортуванням та експортом готової продукції. Неодноразово очолював підприємства, пов'язані з рибним господарством.
2 березня 2005 року призначено заступником голови Державного департаменту рибного господарства Міністерства агропромислової політики України.
З 20 липня 2005 по 15 червня 2006 — голова Державного департаменту рибного господарства.
З 21 вересня 2006 — по 14 травня 2010 перший заступник голови Київської обласної ради.
Депутат Київської обласної ради (2006—2010), член фракції СПУ. Перший заступник Голови Київської обласної організації СПУ.
З 14 травня 2010 — Голова Київської обласної ради.
Заступник голови Київської обласної організації Партії регіонів.
Нагороджений орденом «За заслуги» III ступеня, II ступеня (2012 р.), Почесною грамотою Верховної Ради України, Подякою Кабінету Міністрів України.
Одружений, має доньку та сина.
Брав участь на Виборах до Верховної ради (Опозиційний блок, багатомандатний округ), але не потрапив до Парламенту. На місцевих виборах очолив список Опозиційного блоку до Київської обласної ради (№ 1 у списку). Був обраний депутатом Облради.
Кандидат у народні депутати від партії «Опозиційна платформа — За життя» на парламентських виборах 2019 року, № 36 у списку.
Голосував за закон України 12414 який був ухвалений з порушенням Регламенту Верховної Ради України та підпорядкував НАБУ та САП Генеральному прокурору.